# Ochthebius yumiae
Ochthebius yumiae är en skalbaggsart som beskrevs av Masafumi Matsui och Juan A. Delgado 1997. Ochthebius yumiae ingår i släktet Ochthebius och familjen vattenbrynsbaggar. Inga underarter finns listade i Catalogue of Life.